# Адалберо (Щирия)
Адалберо (на немски: Adalbero der Rauhe; † 22 ноември 1082 или 1086) от род Отакари от Траунгау, е маркграф на Щирия (1075 – 1082) и граф в Енстал.

## Биография
Той е големият син на маркграф Отокар I фон Щирия († 1064) и на съпругата му Вилибирга от Каринтия, дъщеря на херцог Адалберо от Каринтия.
През 1061/1662 г. Адалберо е в свитата на епископ Гунтер фон Бамберг. Той наследява баща си. По време на борбата за инвеститура, както баща му, той е на страната на император Хайнрих IV.
Адалберо се кара с брат си Отокар II и е изгонен. Той се отказва в негова полза, запазва обаче графската си позиция и е убит в Енстал.